# Reggenza di Majalengka
La Reggenza di Majalengka (in indonesiano Kabupaten Majalengka) è una reggenza (kabupaten) dell'Indonesia situata nella provincia di Giava Occidentale.